# 헤사카촌
헤사카촌(戸坂村)은 히로시마현 아시나군에 있던 촌이다. 현재의 히로시마시 히가시구 헤사카에 해당한다.